# Майкъл Айрънсайд
Фредерик Реджиналд Айрънсайд (на английски: Frederick Reginald Ironside) по-известен със сценичния си псевдоним Майкъл Айрънсайд е канадски актьор. 

## Биография
Роден на е 12 февруари 1950 г. в Торонто, Онтарио, Канада.

### Кариера
Снимал се е във филми като „Топ Гън“ (1986), „Зов за завръщане“ (1990), „Волният Уили“ (1993), „Звездни рейнджъри“ (1997), „Механикът“ (2004), „Терминатор: Спасение“ (2009) и други. Той е гласът на злодея Дарксайд в „Супермен: Анимационният сериал“, „Лигата на справедливостта“ и „Лигата на справедливостта без граници“. Айрънсайд е методичен актьор, който остава в роля дори през паузите между заснемането на сцените.

## Избрана филмография
| Година | Филм                    | Оригинално заглавие           | Роля                  | Режисьор          |
| ------ | ----------------------- | ----------------------------- | --------------------- | ----------------- |
| 1986   | Топ Гън                 | Top Gun                       | Рик Хедърли (Джестър) | Тони Скот         |
| 1990   | Зов за завръщане        | Total Recall                  | Рихтер                | Пол Верховен      |
| 1991   | Шотландски боец 2       | Highlander II: The Quickening | Генерал Катана        | Ръсел Мълкей      |
| 1993   | Волният Уили            | Free Willy                    | Дийл                  | Саймън Уинсър     |
| 1993   | Баща похитител          | Father Hood                   | Джери                 | Даръл Джеймс Рут  |
| 1994   | Следващото карате хлапе | The Next Karate Kid           | Полковник Пол Дюган   | Кристофър Кейн    |
| 1997   | Звездни рейнджъри       | Starship Troopers             | Джон Рашек            | Пол Верховен      |
| 2000   | Перфектната буря        | The Perfect Storm             | Боб Браун             | Волфганг Петерсен |
| 2004   | Механикът               | The Machinist                 | Милър                 | Брад Андерсън     |
| 2009   | Терминатор: Спасение    | Terminator Salvation          | Генерал Хю Ашдаун     | Макджи            |
| 2010   | Ева                     | Eva                           | Майора                | Адриан Попивичи   |
| 2011   | Х-Мен: Първа вълна      | X-Men: First Class            | Капитан на 7-а флота  | Матю Вон          |